# Richford (Vermont)
Richford é uma vila do estado americano de Vermont, perto da fronteira com o Canadá no Contado de Franklin.
Richford é a naturalidade de R.G LeTourneau, um industrialista estadunidense quem estabeleceu a Universidade LeTourneau em Longview (Texas).
1. ↑  (em inglês). United States Census Bureau http://censusviewer.com/city/VT/Richford. Consultado em 25 de agosto de 2014 Em falta ou vazio |título= (ajuda)